# Ismene longipetala
Espèce
Synonymes
- Elisena longipetala Lindl. (1838)
- Hymenocallis longipetala (Lindl.) J.F.Macbr  (1931)
- Hymenocallis velardei Traub  (1963) [1].

Ismene longipetala  est une espèce de plantes à fleurs de la famille des Amaryllidaceae. C'est une plante bulbeuse géophyte originaire de la province de Loja en Équateur , ainsi que du nord-ouest du Pérou .

## Taxonomie
Ismene longipetala a été décrite par John Lindley   et  Alan W. Meerow  , et publié dans Flore of l'Équateur 41(202): 26, en 1990, .
Synonymie

- Elisena longipetala       Lindl., Edwards's Bot. Reg. 24(Misc.): 45. 1838.
- Hymenocallis longipetala (Lindl.) J.F.Macbr., Publ. Field Mus. Nat. Hist., Bot. Ser. 11: 11. 1931.
- Hymenocallis velardei Traub, Pl. Life 19: 49. 1963 [4].

### voir aussi
- Ismene × deflexa
- Ismene narcissiflora